# Maria Adelaide de Lima Cruz
Maria Adelaide de Lima Cruz (* 19. Oktober 1908 in Belém, Lissabon; † 1985 ebenda) war eine portugiesische Malerin, Illustratorin, Bühnen- und Kostümbildnerin.

## Leben
Lima Cruz wurde in eine Familie von Malern und Musikern hineingeboren. Ihre Mutter war die Malerin Adelaide de Almeida Lima Cruz, bei der und bei Carlos Reis sie Malerei lernte. Schon als Kind stellte sie im Grémio Literário de Lisboa aus. 1928 wurde sie eingeladen an Carapinhada (1928) mitzuarbeiten, einer sehr innovativen Revue, in der sie die Auftritte von Eva Stachino luxuriös ausstattete. 1934 ging sie mit Stipendium der Junta Nacional da Educação zu Studien nach Paris, wo sie sich an einer Ausstellung der Galerie Georges Petit beteiligte und Bühnenbilder für verschiedene Pariser Theater fertigte. Sie arbeitete in den Folgejahren als Dekorateurin und Kostümbildnerin für weitere Ballettaufführungen, Opern und Komödien, exemplarisch war entwarf sie 1940 die Kostüme für die Oper D. João IV von Ruy Coelho im Teatro Nacional de São Carlos.
Ihr kosmopolitischer, farbenfroher und eleganter Stil passte sich gut an das Revuetheater an und erreichte seinen Höhepunkt in den 1930er Jahren, wie in der Umsetzung der Strandszenen in der Revue Arre Burro (1936), „wo rauchende Frauen einen Strandhintergrund ausschneiden, über dem ein Strohhut voller Frauen hängt, die alle sehr mondän sind“. In späteren Jahren wurden „ihre Linie schwer, ihre Farben massiger und ihre Kostüme riesig und unbeholfen“.
Neben Öl-, Pastell-, und Aquarellmalerei wendete sie auch Frescotechnik für private und öffentlichte Auftraggeber an, zum Beispiel 1935 im Saal de Casinos und im Hotel do Parque in Estoril. Sie leistete Beiträge zur Exposição do Mundo Português (1940) und zu einer Ausstellung zu maritimen Geschichte Portugals im Arsenal der Escola Naval in der Base Naval do Alfeite, unter anderem mit Darstellungen zu Diogo Cão, Pedro Álvares Cabral oder Afonso de Albuquerque. Neben solchen historischen Szenen und Bildnissen bevorzugte sie die Darstellung der ländlichen Bevölkerung in expressiver Farbgebung und Pinselführung.
Sie nahm an den Exposições de Arte Moderna do S.P.N./S.N.I. und an den Salons der Sociedade Nacional de Belas Artes teil, wo sie 1944 eine „1. Medaille für Zeichnung“ erhielt. Sie ist in öffentlichen und privaten Sammlungen vertreten, darunter das Museu Nacional de Arte Contemporânea do Chiado und die Fundação Calouste Gulbenkian. In letzterem war sie in mehreren Ausstellungen vertreten.